# Grand Bell Awards
Grand Bell Awards (Hangul: 대종상 영화제 Daejongsang Yeonghwajae) – ceremonia rozdania nagród organizowana co roku przez The Motion Pictures Association of Korea za wybitne osiągnięcia w filmie.
Grand Bell Awards jest najstarszą, nadal organizowaną, ceremonią nagród filmowych w Korei Południowej i została nazwana koreańskim odpowiednikiem Nagród Akademii Filmowej.
Ceremonia była organizowana przez Ministerstwo Kultury i Informacji od 1962 roku. Nagrody nie były wręczane przez kilka lat począwszy od 1969 roku, ale zostały wznowione w 1972 roku po utworzeniu Korea Motion Picture Promotion Association w celu pobudzenia stagnacyjnego przemysłu filmowego.

## Kategorie nagród
- Najlepszy film
- Najlepszy aktor
- Najlepsza aktorka
- Najlepszy nowy aktor
- Najlepsza nowa aktorka
- Najlepszy aktor drugoplanowy
- Najlepsza aktorka drugoplanowa
- Najlepszy reżyser
- Najlepszy nowy reżyser
- Najlepszy scenariusz - oryginalny
- Najlepszy scenariusz - adaptacja
- Najlepsze zdjęcia
- Najlepszy montaż
- Najlepsza dyrekcja artystyczna
- Najlepsze oświetlenie
- Najlepszy projekt kostiumów
- Najlepsza muzyka
- Najlepsze efekty wizualne
- Najlepsze efekty dźwiękowe
- Nagroda techniczna
- Best Planning
- Specjalna Nagroda Jury
- Najlepszy film krótkometrażowy
- Lifetime Achievement Award for the Advancement of Cinema

## Nagrody
| Najlepszy film | Najlepszy film | Najlepszy film                         |
| #              | Rok            | Tytuł filmu                            |
| -------------- | -------------- | -------------------------------------- |
| 1              | 1962           | Yeonsangun                             |
| 2              | 1963           | Yeolnyeomun                            |
| 3              | 1964           | Hyeolmaek                              |
| 4              | 1965           | Głuchy Sam-ryong                       |
| 5              | 1966           | Gaetmaeul                              |
| 6              | 1967           | Gwiro                                  |
| 7              | 1968           | Daewongun                              |
| 8              | 1969           | nie przyznano                          |
| 9              | 1970           | nie przyznano                          |
| 10             | 1971           | nie przyznano                          |
| 11             | 1972           | Uisa An Jung-geun                      |
| 12             | 1973           | Hong-ui jang-gun                       |
| 13             | 1974           | Toji                                   |
| 14             | 1975           | Bulggot                                |
| 15             | 1976           | Eomeoni                                |
| 16             | 1977           | Nanjung ilgi                           |
| 17             | 1978           | Gyeongchalgwan                         |
| 18             | 1979           | Gitbal-eobtneun gisu                   |
| 19             | 1980           | Saram-ui adeul                         |
| 20             | 1981           | Chodaebad-eun saramdeul                |
| 21             | 1982           | Naj-eun dero imhasoseo                 |
| 22             | 1983           | Yeoinjanhoksa Mulleya Mulleya          |
| 23             | 1984           | Janyeomok                              |
| 24             | 1985           | Eomi                                   |
| 25             | 1986           | Angaegidung                            |
| 26             | 1987           | Yeonsan ilgi                           |
| 27             | 1989           | Aje aje bara aje                       |
| 28             | 1990           | Churakhaneun geosh-eun nalgaega itda   |
| 29             | 1991           | Jeolm-eunnal-ui chosang                |
| 30             | 1992           | Gaebyeok                               |
| 31             | 1993           | Seopyeonje                             |
| 32             | 1994           | Du yeoja iyagi                         |
| 33             | 1995           | Yeong-wonhan jegug                     |
| 34             | 1996           | Henequen                               |
| 35             | 1997           | Jeopsok                                |
| 36             | 1999           | Areumdawoon shijul                     |
| 37             | 2000           | Miętowy cukierek                       |
| 38             | 2001           | Strefa bezpieczeństwa                  |
| 39             | 2002           | Jibeuro...                             |
| 40             | 2003           | Zagadka zbrodni                        |
| 41             | 2004           | Wiosna, lato, jesień, zima... i wiosna |
| 42             | 2005           | Maraton                                |
| 43             | 2006           | Wang-ui namja                          |
| 44             | 2007           | Gajokeui tansaeng                      |
| 45             | 2008           | W pogoni                               |
| 46             | 2009           | Nieziemska broń dynastii Joseon        |
| 47             | 2010           | Poezja                                 |
| 48             | 2011           | Linia frontu                           |
| 49             | 2012           | Gwanghae: Wang-i doen namja            |
| 50             | 2013           | Gwansang                               |
| 51             | 2014           | Myeongryang                            |
| 52             | 2015           | Gukjesijang                            |
| 53             | 2016           | Naebujadeul                            |
| 54             | 2017           | Taksówkarz                             |
| 55             | 2018           | Burning                                |